# Сан-Бартоломе-де-лас-Аб'єртас
Сан-Бартоломе-де-лас-Аб'єртас (ісп. San Bartolomé de las Abiertas) — муніципалітет в Іспанії, у складі автономної спільноти Кастилія-Ла-Манча, у провінції Толедо. Населення — 588 осіб (2010).
Муніципалітет розташований на відстані близько 110 км на південний захід від Мадрида, 60 км на захід від Толедо.

## Демографія
Динаміка населення (INE ):

## Галерея зображень

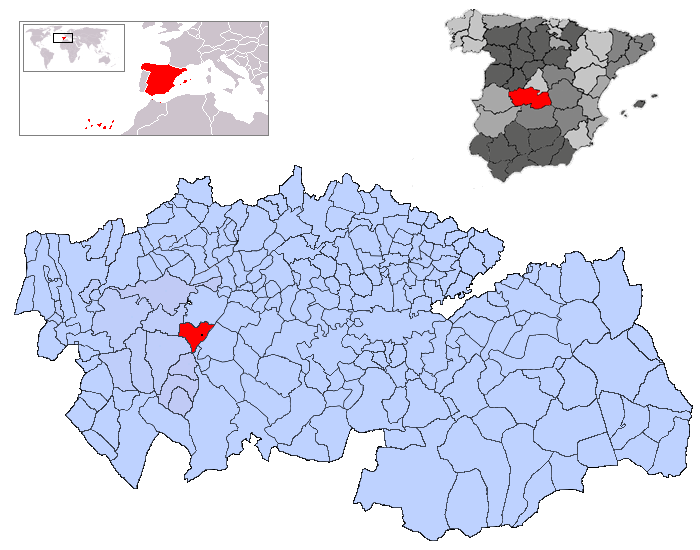
Розташування муніципалітету у провінції Толедо